# Fabien Claude
Fabien Claude, född 22 december 1994 i Épinal, är en fransk skidskytt som tävlar i världscupen.
Vid olympiska vinterspelen 2022 i Peking tog Claude silver tillsammans med Émilien Jacquelin, Simon Desthieux och Quentin Fillon Maillet i herrarnas stafett.

## Resultat
Claude har tre individuella pallplatser i världscupen: en andraplats och två tredjeplatser.
| Säsong  | Datum            | Plats                 | Disciplin           | Placering |
| ------- | ---------------- | --------------------- | ------------------- | --------- |
| 2019/20 | 23 januari 2020  | Pokljuka, Slovenien   | Distans (20 km)     | 3:a       |
| 2020/21 | 5 december 2020  | Kontiolax, Finland    | Jaktstart (12,5 km) | 2:a       |
| 2020/21 | 11 december 2020 | Hochfilzen, Österrike | Sprint (10 km)      | 3:a       |